# Eurytoma longipetiolata
Eurytoma longipetiolata är en stekelart som beskrevs av Girault 1915. Eurytoma longipetiolata ingår i släktet Eurytoma och familjen kragglanssteklar. Inga underarter finns listade i Catalogue of Life.